# Plectrocnemia conspersa
Plectrocnemia conspersa – gatunek chruścika z rodziny Polycentropodidae. Występuje w całej Europie, larwy zasiedlają źródła i strefę rhitronu (Botosaneanu i Malicky 1978). Limneksen.

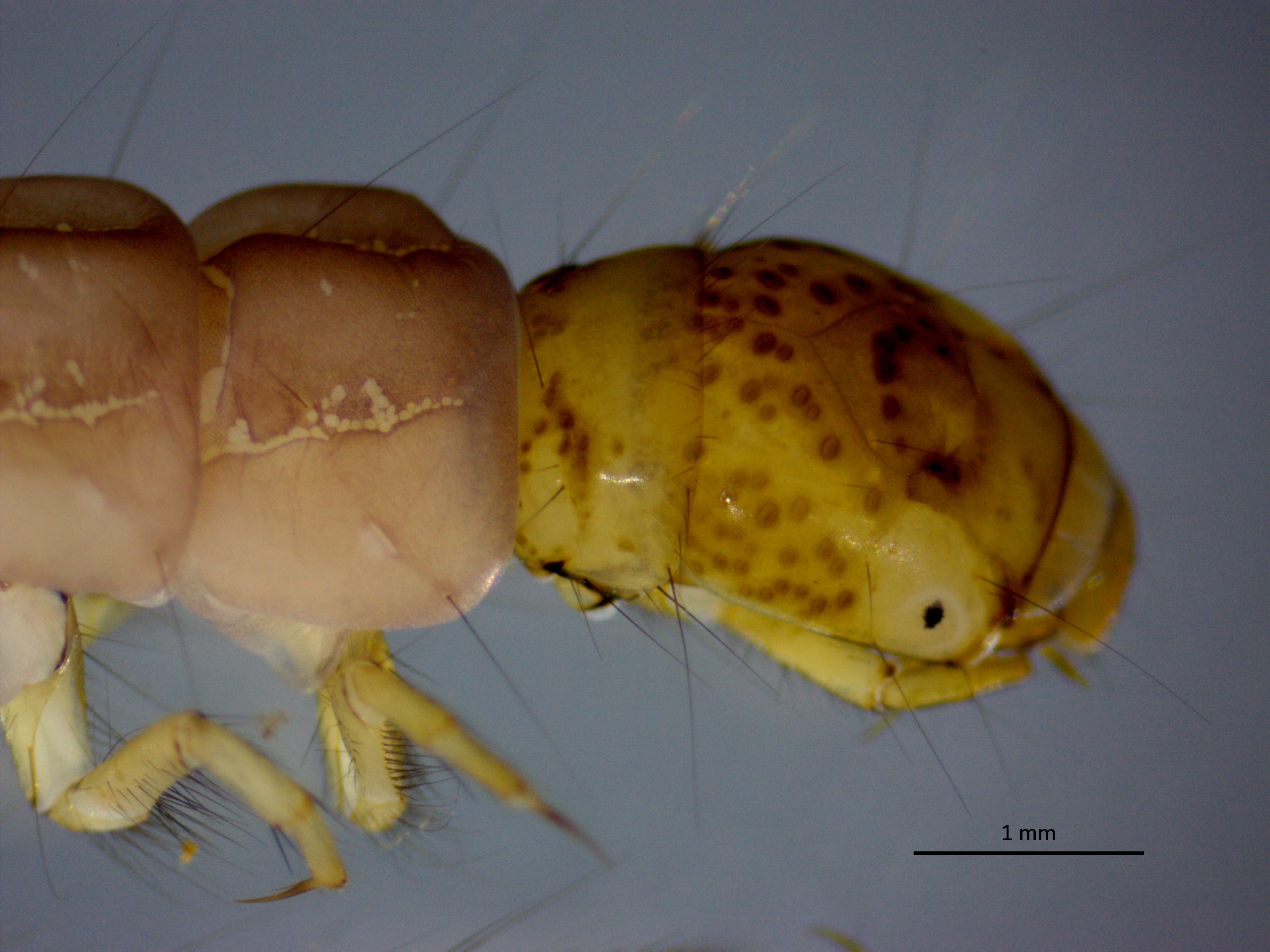
Larwa

Larwy żyją w źródłach (krenal) oraz małych strumieniach (rhitral, epirhitral), głównie śródleśnych. Larwy są drapieżne, zjadają drobne organizmy wodne, budują lejkowate sieci łowne, połączone z mieszkalną norką. Sieć zbudowana jest z nici jedwabnych. Postacie doskonałe (imago) spotykane są w pobliżu zbiorników wodnych, aktywne wieczorem i w nocy, przylatują do światła.
Na Pojezierzu Pomorskim larwy bardzo rzadko spotykane w jeziorach lobeliowych, na dnie mulistym, w pobliżu ujścia strumienia. Larwy liczne we wszystkich typach źródeł, w tym różnego typu limnokrenach Wyżyny Krakowsko-Częstochowskiej, spotykane we wszystkich typach wód w Karkonoszach, także w stawach wysokogórskich (1120–1240 m n.p.m.) oraz dolinnych (400–500 m n.p.m.).
W Finlandii liczne w małych potokach i rowach oraz oligotroficznych częściach niektórych jezior. W ciekach i jeziorach Łotwy, dla jezior podawane tylko imagines, np. przy strumieniu wpadającym do jeziora. Według niektórych badaczy larwy mogą występować na dnie kamienistym jezior. W Niemczech P. conspersa żyje w małych strumieniach z niewielkim przepływem, lecz występuje również w małych jeziorach i wypływach jezior. Larwy spotykane w stawach górskich w Rumunii.